# محمد أحمد ماهر
محمد أحمد ماهر (6 أكتوبر 1981 -)، ممثل مصري. 

## حياته
هو ابن الممثل أحمد ماهر.

## أعماله
شارك بالتمثيل في الكثير من المسلسلات المصرية مثل سوق الخضار وحضرة المتهم أبي والسندريلا.
- 2001 : حديث الصباح و المساء
- 2003 : الناس في كفر عسكر
- 2006 :سوق الخضار.
- 2006 :حضرة المتهم أبي.
- 2006 :السندريلا.
- 2011 :نونة المأذونة.
- 2012 :البار
- 2012 :أخت تريز (مسلسل)
- 2013 :الصفعة
- حق عرب 2024

## وصلات خارجية
- محمد أحمد ماهر على موقع الدهليز
- محمد أحمد ماهر على موقع قاعدة بيانات الأفلام العربية